# Роберт Мортенський
Роберт Мортенський (фр. Robert de Mortain, англ. Robert, Count of Mortain; бл. 1031 — 8 грудня 1095) — нормандський дворянин, зведений брат та спільник Вільгельма І Завойовника, активний учасник нормандського завоювання Англії. Граф Корнуольський (з 1066).

## Біографія
Робет, граф Мортенський, був молодшим сином Герлеви, першої, неофіційної дружини Роберта ІІ, герцога Нормандії, та Герлуїна де Контевіля, одного з нижньонормандських лицарів. Отже, Роберт був зведеним братом Вільгельма Завойовника і рідним Одо, єпископа Байо. 1055 року Вільгельм надав для Роберта Мортенське графство, розташоване південніше Котантена, яке виконувало функції апанажа для молодших родичів герцогів Нормандії.
У 1066 році Роберт взяв участь у відомій раді нормандських баронів у Лілльбоні, на якій герцог Вільгельм отримав схвалення свого плану щодо вторгнення в Англію з метою здобуття англійської корони. Задля цієї кампанії Роберт надав герцогові 120 суден, ставши одним з керівників нормандських військ. Він брав активну участь у битві при Гастингсі і в наступному підкоренні Англії норманами. Невдовзі після своєї коронації на англійський престол Вільгельм І подарував своєму молодшому брату титул графа Корнуолла й обширні землеволодіння у південно-західній та середній частинах королівства. Згідно з оцінками, зробленими на підставі відомостей «Книги страшного суду», Роберт дістав 793 маєтки, з яких більшість знаходилося у Корнуоллі, а інші в Йоркширі, Нортгемптонширі, Девонширі, Дорсеті, Суссексі та ще біля десяти графствах. Опріч того, граф де Мортен отримав також місто Певенсі на південно-східному узбережжі Англії. Під час кампанії 1069/1070 років (захоплення півночі Англії) Роберт очолював допоміжні частини нормандської армії, які у районі гирла річки Гамбер блокували підступи данському морському флотові до Йоркшира, де відбувалися основні воєнні дії.

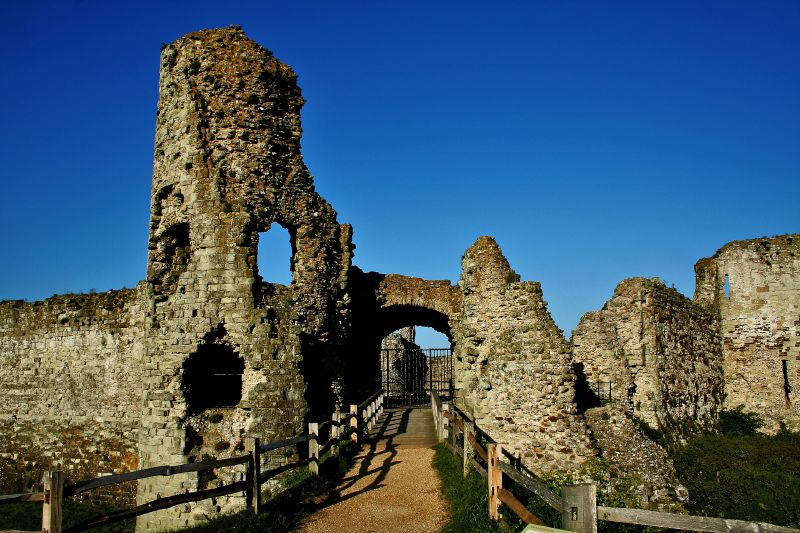
Руїни фортеці Певенсі

Роберт Мортенський не втрачав довір'я короля Вільгельма І до самої його смерті. Після смерті Вільгельма Завойовника Роберт спільно з Одо став на чолі повстання англійських магнатів проти нового короля Вільгельма ІІ Руфуса, щоб поставити на престол нормандського герцога Роберта Куртгьоза. Під час повстання, з квітня по червень граф обороняв від військ короля фортецю Певенсі, однак згодом був змушений скоритися і присягнути Вільгельму ІІ на вірність.
Роберт був одружений з Матильдою, дочкою Роджера де Монгомері, 1-го графа Шрусбері. Від їхнього шлюбу було декілька дітей, поміж яких старшим був Вільгельм, який успадкував англійські та нормандські лени свого батька, а також Емма, яка стала дружиною Гійома IV, графа Тулузи. Роберт де Мортен помер 8 грудня 1095 року і був похований у монастирі Святого Грестана в Нормандії.